# Gastón Birabén
Gastón Birabén (Mar del Plata, 1958) es un director, compaginador de sonido y guionista de cine que nació en Mar del Plata, Provincia de Buenos Aires, Argentina.
Se vinculó a la cinematografía muy temprano gracias a una pequeña cámara que sus padres le regalaron a los 10 años. Luego de terminar la escuela secundaria se fue solo a estudiar, primero en La Plata, y después cine en Avellaneda. Se radicó en Buenos Aires y estudió en la Escuela de Arte Cinematográfico (EDAC), bajo la dirección del profesor Rodolfo Hermida.
Dirigió varios cortometrajes que obtuvieron premios en el ámbito nacional e internacional y uno de ellos, Vibraciones, representó a la Argentina en el Festival UNICA en Colonia, Alemania, en 1982. Estudió cinematografía en Los Angeles City Collage y también Historia del Arte y Literatura, tanto allí como en la Universidad de California, Los Ángeles y se recibió con un “Master in Fine Arts” en Dirección Cinematográfica en el American Film Institute. Obtuvo un permiso de trabajo para aplicarlo en el cine y uno de sus exprofesores lo llamó para trabajar en uno de sus filmes como editor y luego en la supervisión de sonido. Más adelante trabajó con Roger Corman y con eso se pudo insertar en el sindicato de compaginadores con lo cual se le permitía trabajar en filmes de alto presupuesto. Trabajó en Hollywood como compaginador de sonido en alrededor de 80 largometrajes, algunos con Harrison Ford, Jim Carrey y Eddie Murphy, entre los que se encuentran El fugitivo, Mi primo Vinny, Patch Adams, I Know What You Did Last Summer, Liar Liar y Nada por perder.
Su guion de Cautiva fue finalista en el Sundance Institute y ganó por unanimidad el primer premio del Instituto Nacional de Cine y Artes Audiovisuales, por Ópera Prima y 2.º largometraje y en 2006 la película fue una de las nominadas a mejor ópera prima por el premio Sur de la Academia de las Artes y Ciencias Cinematográficas de la Argentina.

## Filmografía
Editor de diálogo
- Nick y Nora, una noche de música y amor (2008)
- The Great Buck Howard (2008)
- Habitación sin salida (2007)
- Rocky Balboa (2006)
- La leyenda del Zorro (2005)
- Como Dios (2003)
- Hechizo del corazón (2000)
- Condenados a fugarse (1999)
- Patch Adams (1998)
- Mafia, estafa como puedas (1998)
- Sé lo que hicisteis el último verano (1997)
- Nada que perder (1997)
- Mentiroso compulsivo (1997)
- Corazones robados (1996)
- Ace Ventura, operación África (1995)
- El fugitivo (1993)
- Brain Dead (1990)
- Transylvania Twist  (1989)

Supervisor de diálogo
- Aventuras en Alaska (2002)

Editor de efectos de sonido
- Spot (2001)

'Editor foley
- Los Teleñecos en el espacio (1999)

Efectos de sonido
- Return of the Living Dead III (1993)

Editor de sonido
- Born Wild (1995)
- Ace Ventura, un detective diferente (1994)
- Noches de fuego (1993)
- La mitad oscura (1993)
- Su distinguida señoría (1992)
- Mi primo Vinny (1992))
- Treinta minutos para morir (1991)

Director
- Cautiva (2004)

Guionista
- Cautiva (2004)

Productor
- Cautiva (2004)